# Pánico bancario

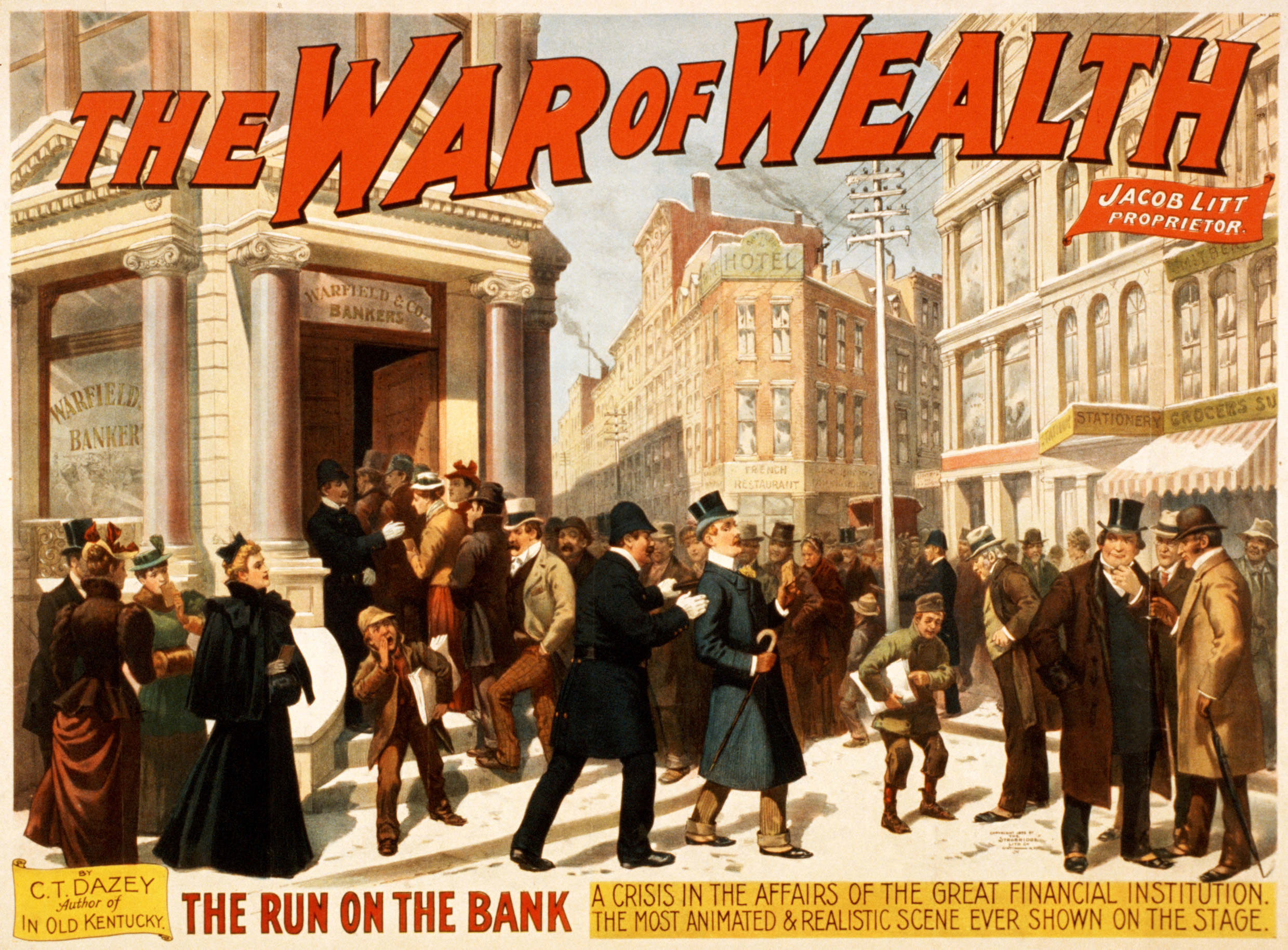
Un cartel de la obra de Broadway de 1896, La Guerra de la Riqueza representa un típico pánico bancario en el en los Estados Unidos.

Un pánico financiero, pánico bancario, una estampida bancaria, corrida bancaria, asedio bancario o "corralito" (en inglés, bank run o run on the bank) es un fenómeno social que ocurre cuando una gran cantidad de clientes de un banco, el cual trabaja con el sistema de reserva fraccionaria, realizan en un corto espacio de tiempo una retirada masiva de sus depósitos bancarios, por temor a quedarse sin poder sacar todo su dinero en el futuro. Este miedo es originado por la insolvencia del banco al utilizar el mecanismo del multiplicador bancario, ya que este solo guarda en caja una parte de la cantidad depositada por sus clientes. Esta retirada masiva de depósitos se debe, en la mayoría de casos, a la previsión de una crisis financiera o a cambios en la política económica de un país y, en menor medida, a cambios previstos en la moneda o al cobro inesperado de nuevas tasas o impuestos sobre los depósitos.
Cuando una corrida bancaria progresa, se retroalimenta convirtiéndose en una profecía autorrealizada: cuantas más personas retiran sus depósitos, la probabilidad de impago del banco se incrementa y esto estimula posteriores retiradas. Un pánico bancario puede desestabilizar el banco hasta el punto que tenga que hacer frente a la bancarrota. Para contrarrestar este fenómeno los bancos o gobiernos suelen actuar inmovilizando los depósitos, acción comúnmente llamada corralito.

## Características del pánico bancario

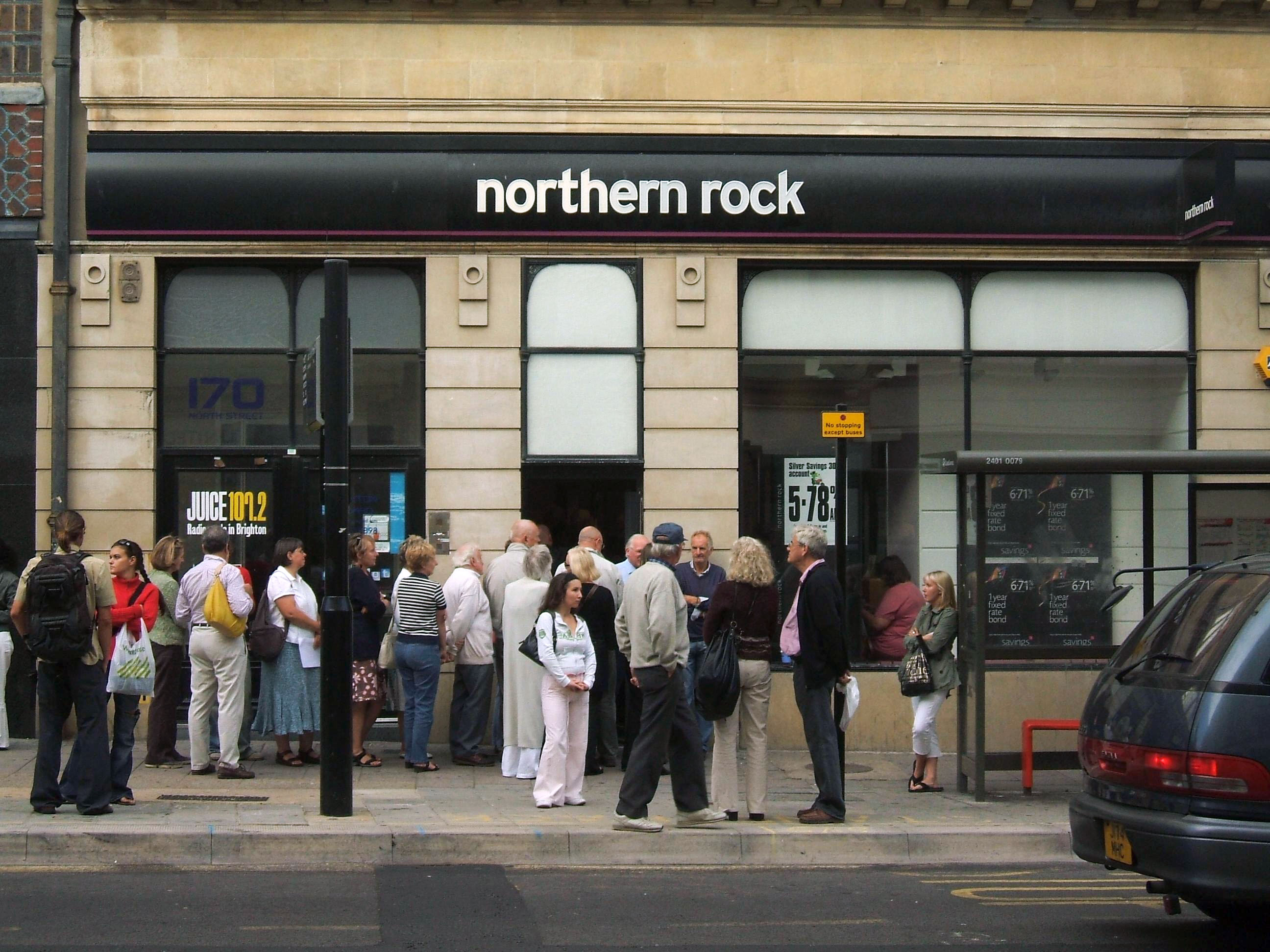
Estatización del banco británico Northern Rock en 2007.

Un pánico bancario o pánico financiero es una crisis financiera que ocurre cuando muchos bancos sufren corridas al mismo tiempo. Una crisis bancaria sistémica es una en la cual todo o casi todo el capital bancario en un país es destruido. La resultante cadena de bancarrotas puede causar una larga recesión. La mayor parte del daño económico de la Gran Depresión fue ocasionado directamente por corridas bancarias. El costo de sanear una crisis bancaria sistémica puede ser enorme, con costos fiscales promediando el 13% del producto interno bruto y pérdidas de producción económica promediando el 20% del PBI para crisis importantes de 1970 a 2007.

## Medidas para evitar el pánico bancario
Se han utilizado diversos instrumentos técnicos para intentar evitar o prevenir los pánicos bancarios, incluyendo la suspensión temporal de los retiros, la actuación del banco central como prestamista de última instancia, la protección de los depósitos en fondos de garantía, tales como la Corporación Federal de Seguro de Depósitos de Estados Unidos y regulación bancaria desde el gobierno. Estas técnicas no funcionan siempre; por ejemplo, incluso con seguros de depósitos, los ahorradores pueden estar todavía motivados por creencias de que perderán acceso inmediato a los depósitos durante la reorganización del banco.
La eliminación del dinero en efectivo permitiría que la economía funcionara en sociedades sin efectivo donde el riesgo de pánico bancario quedaría prácticamente anulado ya que los ciudadanos no podrían hacer retiradas de dinero en efectivo frente a una crisis financiera o un suceso de pánico bancario. Además sin efectivo los bancos pueden penalizar los ahorros con intereses negativos
El aumento de transferencias bancarias sin efectivo (tarjetas, pagos en línea, etc) hace que los pánicos bancarios sean cada vez más difíciles. Pueden producirse transferencias de una entidad a otra o retiradas de efectivos prácticamente simbólicas.

## Pánicos bancarios y corralitos

### Pánico y Feriado Bancario en Ecuador de 1999
Durante 1999, el Banco Central del Ecuador con el fin de salvar el déficit presupuestario del Estado que le impedía cubrir con el gasto público, implementó una serie de medidas devaluatorias del sucre que ya venía implementando desde 1998. El efecto de decretar la inflación, fue la depreciación de los ahorros de la población. En respuesta a las medidas del banco central la población ecuatoriana empezó a cambiar masivamente la moneda nacional, sucre, por el dólar estadounidense, que brindaba más confianza. Eso también significó que muchos ahorristas decidieron retirar sus fondos masivamente para cambiarlos a dólares, generando un pánico bancario. El 8 de marzo de 1999, se declaró un feriado bancario de 24 horas, que finalmente duró 5 días. Todas las operaciones financieras estaban suspendidas para evitar que las instituciones financieras quebraran en cadena por el retiro masivo de fondos de los ahorristas. Mientras tanto, Mahuad decretó un congelamiento de depósitos por 1 año, de las cuentas de más de 2 millones de sucres. Aun así las instituciones financieras siguieron cerrando sus operaciones.

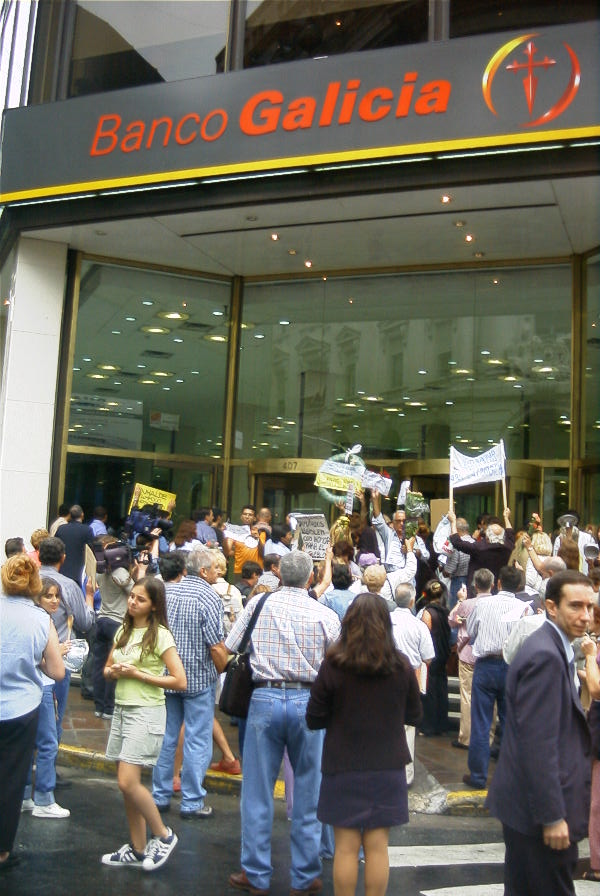
Manifestación contra el "corralito" en Buenos Aires, 2002.

### Corralito en Argentina de 2001
Ante el incremento del retiro de fondos de los bancos, en noviembre de 2001 los depósitos en la República Argentina habían caído a 67.000 millones de dólares estadounidenses. Debido a ello, el Gobierno de Fernando de la Rúa publicó entonces, con fecha 3 de diciembre de 2001, el decreto 1570/2001, que estableció prohibiciones para las entidades financieras y para el público. El corralito desencadenó pocos días después la llamada crisis de 2001 que llevó a la renuncia del presidente De la Rúa y a una situación de disolución e inestabilidad social y política que se extendería durante varios años.

### ConvocatoriaBankRun2010
A raíz de unas declaraciones del futbolista Éric Cantona, surgió en Francia, en octubre de 2010 un movimiento -Stop Banque o StopBanque- que defiende las propuestas de Cantona y, concretamente, la convocatoria de un bank run -retirada de depósitos de cuentas bancarias- organizado para el 7 de diciembre de 2010. Los organizadores de este movimiento -la belga Géraldine Feuillien y el francés Yann Sarfati-- recibieron en su perfil de Facebook numerosos apoyos en favor de este experimento reivindicativo. El día 7, según indicaciones de los bancos, la propuesta no tuvo incidencia significativa.

### Chipre 2013 - Pánico bancario y corralito
El 16 de marzo de 2013 se estableció un corralito en Chipre cuando se bloquearon los depósitos bancarios y se cerraron las oficinas bancarias hasta el día 25 de marzo con el objeto de evitar la retirada masiva de depósitos y un previsible pánico bancario ante la imposición por los ministros de economía de la UE de un gravamen a los depósitos bancarios. A cambio de dicho gravamen la eurozona habría pactado una ayuda de 10 000 millones de euros para evitar la bancarrota del país. Aunque los bancos estuvieron cerrados los cajeros automáticos vieron agotadas sus reservas en dinero líquido.

## En el cine
En la película Mary Poppins (1964) se recoge una escena de pánico bancario.